# (21364) Lingpan
(21364) Lingpan es un asteroide perteneciente al cinturón de asteroides, descubierto el 30 de abril de 1997 por el equipo del Lincoln Near-Earth Asteroid Research desde el Laboratorio Lincoln, Socorro, Nuevo México.

## Designación y nombre
Designado provisionalmente como 1997 HS12. Fue nombrado en honor de Ling Pan (n. 1986) quien fue finalista en Intel Science Talent Search en 2005, una competencia de ciencias para estudiantes del último año de secundaria, por su proyecto de bioquímica. Asiste a la Escuela Brearley, Nueva York, Nueva York.

## Características orbitales
Lingpan está situado a una distancia media del Sol de 2,696 ua, pudiendo alejarse hasta 3,076 ua y acercarse hasta 2,316 ua. Su excentricidad es 0,141 y la inclinación orbital 1,171 grados. Emplea 1617,20 días en completar una órbita alrededor del Sol.
Los próximos acercamientos a la órbita de Júpiter ocurrirán el 4 de agosto de 2034, el 20 de noviembre de 2069 y el 5 de marzo de 2105.

## Características físicas
La magnitud absoluta de Lingpan es 14,86. Tiene 7,103 km de diámetro y su albedo se estima en 0,053.